# 维泽讷
维泽讷（法語：Wizernes，法語發音：[wizɛʁn]）是法国上法蘭西大區加来海峡省的一个市镇，属于圣奥梅尔区。

## 地理
维泽讷（50°42'40"N, 2°13'45"E）面积6.16 平方千米，位于法国上法蘭西大區加来海峡省，该省份为法国北部沿海省份，西北濒北海，南至索姆省，东临北部省。
与维泽讷接壤的市镇（或旧市镇、城区）包括：隆格内斯、布朗代克、阿利讷、埃尔福、维斯克。

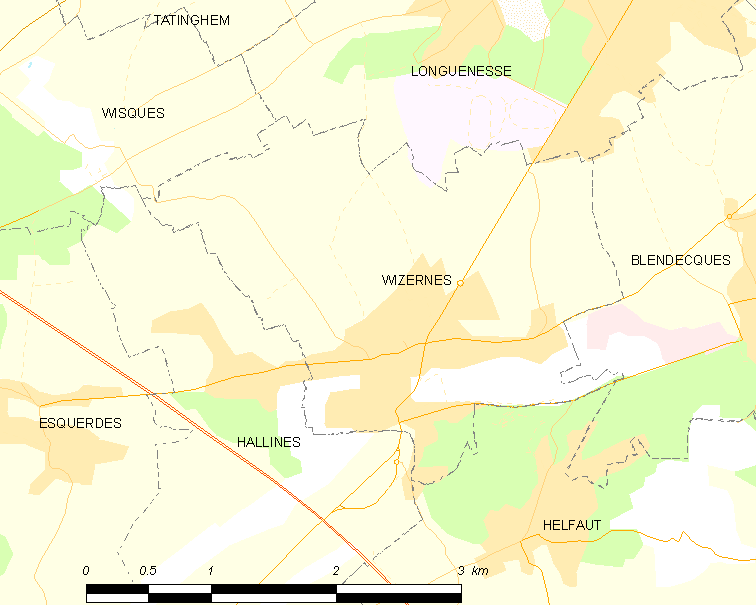
维泽讷的OSM定位图

维泽讷的时区为UTC+01:00、UTC+02:00（夏令时）。

## 行政
维泽讷的邮政编码为62570，INSEE市镇编码为62902。

## 政治
维泽讷所属的省级选区为隆格内斯县。

## 人口

1962-2008年间维泽讷人口变化图示

维泽讷于2022年1月1日时的人口数量为3339人。